# Ле Гак, Ян
Ян Ле Гак (фр. Yann Le Gac, родился в 1954 в департаменте Морбиан) — французский актёр, танцор и продюсер, известный большинству по роли Старца Фура (фр. Le père Fouras) в телеигре «Ключи от форта Байяр».

## Биография
Родился в 1954 году в Морбиани. В 1966 году присоединился к цирку Жозефа Бульона, в котором был жонглёром и акробатом. Затем учился в Брюсселе, в школе Мориса Бежара «Мудра», которую окончил в 1973 году. Затем в течение 12 лет танцевал в труппе Бежара «Балет XX века», был партнёром балерины Риты Польвоорде в балетах «Наш Фауст» (1975) и «Месса нашего времени» (1983). В конце 1980-х годов, когда Бежар переезжал в Лозанну, решил покинуть труппу, чтобы продолжить карьеру в театре и на телевидении.
В 1991 году Жак Антуан пригласил его в телеигру «Ключи от форта Байяр» играть роль старца Фура, который загадывает игрокам загадки и в обмен на правильные ответы даёт им ключи от сокровищницы (ранее эту роль исполнял Мишель Скурно). По его словам, нанесение грима и вхождение в роль занимают у него несколько часов. В 2002 году его сменил в этой роли актёр-пародист Дидье Эрве, но после многочисленных писем телезрителей он согласился вернуться и продолжает играть роль Старца Фура до наших дней, при этом с 2011 года он стал главным во всём Форте Боярд. 
Кроме исполнения роли Старца Фура, он также являлся соавтором телекомпании Adventure Line Productions: он был администратором телеигры «Ключи от форта Байяр» и составителем некоторых испытаний: он придумал испытания «Бегущая дорожка» (с подвешенными сверху вёдрами) и «Турникет», используя собственный жизненный опыт — однажды он пролил воду из ячеек для льда, а круговая система турникета типична для городского транспорта во Франции. Он совмещал должности художественного продюсера и разработчика испытаний до 2005 года, когда обе эти должности занял Лоран Альмоснино. 
Параллельно он играл роль капитана корабля в детской телеигре Пират-атака, а также является соавтором французского шоу Koh-Lahta на канале TF1 (аналог американского Survivor и российского «Последний герой»).
Артист женат на русской балерине по имени Яна, у них есть двое сыновей.